# Comanda la gang
Comanda la gang è un singolo del gruppo musicale italiano 99 Posse, pubblicato il 2 aprile 2021.

## Descrizione
Il singolo esce per festeggiare i trent’anni di carriera del gruppo e a 5 anni dall'album Il tempo. Le parole. Il suono. La copertina è stata disegnata da Davide Toffolo e vede le caricature del presidente della Repubblica Sergio Mattarella, Matteo Renzi, Mario Draghi e Matteo Salvini ricoperti di tatuaggi.

## Video musicale
Il video, diretto da Mauro Ronga e prodotto da 56K Productions, è stato pubblicato contestualmente all'uscita del singolo sul canale YouTube del gruppo.

## Tracce
Testi di Luca Persico, musiche di Massimiliano Iovine, Marco Messina.
1. Comanda la gang – 2:51